# Pedro Almeida (jinete)
Pedro Manuel Tavares de Almeida (São Paulo, 11 de diciembre de 1993) es un jinete brasileño que compite en la modalidad de doma. Ganó una medalla de bronce en los Juegos Panamericanos de 2019, en la prueba por equipos.

## Palmarés internacional
| Juegos Panamericanos | Juegos Panamericanos | Juegos Panamericanos | Juegos Panamericanos |
| Año                  | Lugar                | Medalla              | Categoría            |
| -------------------- | -------------------- | -------------------- | -------------------- |
| 2019                 | Lima (Perú)          | Medalla de bronce    | Por equipos          |